# Meath-West
Meath-West is een kiesdistrict in de Republiek Ierland voor de verkiezingen voor Dáil Éireann. Het district omvat de westelijke helft van het graafschap Meath. Het werd ingesteld bij de laatste herindeling in 2004, toen het oude kiesdistrict Meath werd opgedeeld in Meath-West en Meath-East. Bij de verkiezingen in 2007 woonden er 61.745 kiesgerechtigden die 3 zetels konden kiezen.
Drie zittende leden uit het oude district hadden hun thuisbasis in het nieuwe Meath-West. Bij de verkiezingen in 2007 werden zij alle drie herkozen zodat voor het nieuwe district Fianna Fáil 2 zetels haalde en Fine Gael 1 zetel.

## Referendum
Bij het abortusreferendum in 2018 stemde in het kiesdistrict 64,0% van de opgekomen kiezers voor afschaffing van het abortusverbod in de grondwet.